# بوستان آبشار شاهرود
مجموعه آبشار شاهرود یا مجموعه تفریحی آبشار شاهرود با وسعتی حدود ۳۵۰۰۰ مترمربع بزرگترین بوستان شهرستان شاهرود است.

## توضیح
این پارک دارای یک آبشار مصنوعی زیبا و سه حوضچه نسبتاً بزرگ و فضای تقریباً جنگلی به همراه درختان متنوع و زیبا، است. از جمله امکانات دیگر این پارک می‌توان به آلاچیق و محل احداث چادر مسافرتی، منقل جهت ایجاد آتش، سرویس بهداشتی مناسب، امکانات ورزشی، باغ وحش، جاده سلامت، امکان کوه‌نوردی به دلیل قرار گرفتن در مجاورت کوه و پارکینگ مناسب اشاره کرد.

## بام
کمی آن طرف‌تر، محلی قرار دارد که به بام شاهرود معروف است و شما می‌توانید با خودروی خود به آنجا بروید و نمایی زیبا از شهر شاهرود را مشاهده کنید. در این مجموعه رستوران، کافی‌شاپ و محل‌های اقامتی نیز وجود دارد.

## آبشار
آبشار مصنوعی به همراه صدای دلنشین آب، درختان زیبا به همراه صدای زیبای پرندگان مختلف، نمای زیبا از شهر شاهرود از جمله جاذبه‌های است که در بازدید از این پارک خواهید دید